# Theo Lange
Theo Lange ist ein deutscher Fernsehjournalist und –produzent.

## Wirken
Lange war als Redakteur und Redaktionsleiter an Talk- und Interviewformaten wie Alfredissimo! und Boulevard Bio (mit Alfred Biolek), Friedman (mit Michel Friedman) und Das Duell bei n-tv (mit Heiner Bremer) beteiligt. Mit Sandra Maischberger arbeitete er für die Interviewsendungen Maischberger (auf n-tv), Menschen bei Maischberger und ab 2019 maischberger. die woche sowie Ich stelle mich zusammen. Als Produzent realisierte er u. a. für den RBB die Dokusoap Schätzen, bieten, bangen. 2002 erhielt er mit der Talkshow Maischberger einen Ernst-Schneider-Preis in der Kategorie Fernsehen.

## Weblink
- Theo Lange & Partner Autoren